# Myrmica aloba
Myrmica aloba är en myrart som beskrevs av Auguste-Henri Forel 1909. Myrmica aloba ingår i släktet rödmyror, och familjen myror. Inga underarter finns listade i Catalogue of Life.